# 신 재팬 히어로즈 유니버스
신 재팬 히어로즈 유니버스(일본어: シン・ジャパン・ヒーローズ・ユニバース)는 일본의 프랜차이즈다.

## 목록
- 신 고질라
- 신 에반게리온 극장판
- 신 울트라맨
- 신 가면라이더